# 關西石爺亭
24°47′19″N 121°10′37″E / 24.788526°N 121.177050°E
關西石爺亭，是位於臺灣新竹縣關西鎮南雄里的石爺、石婆廟，供奉被當地視為夫妻的兩顆石頭。

## 位置

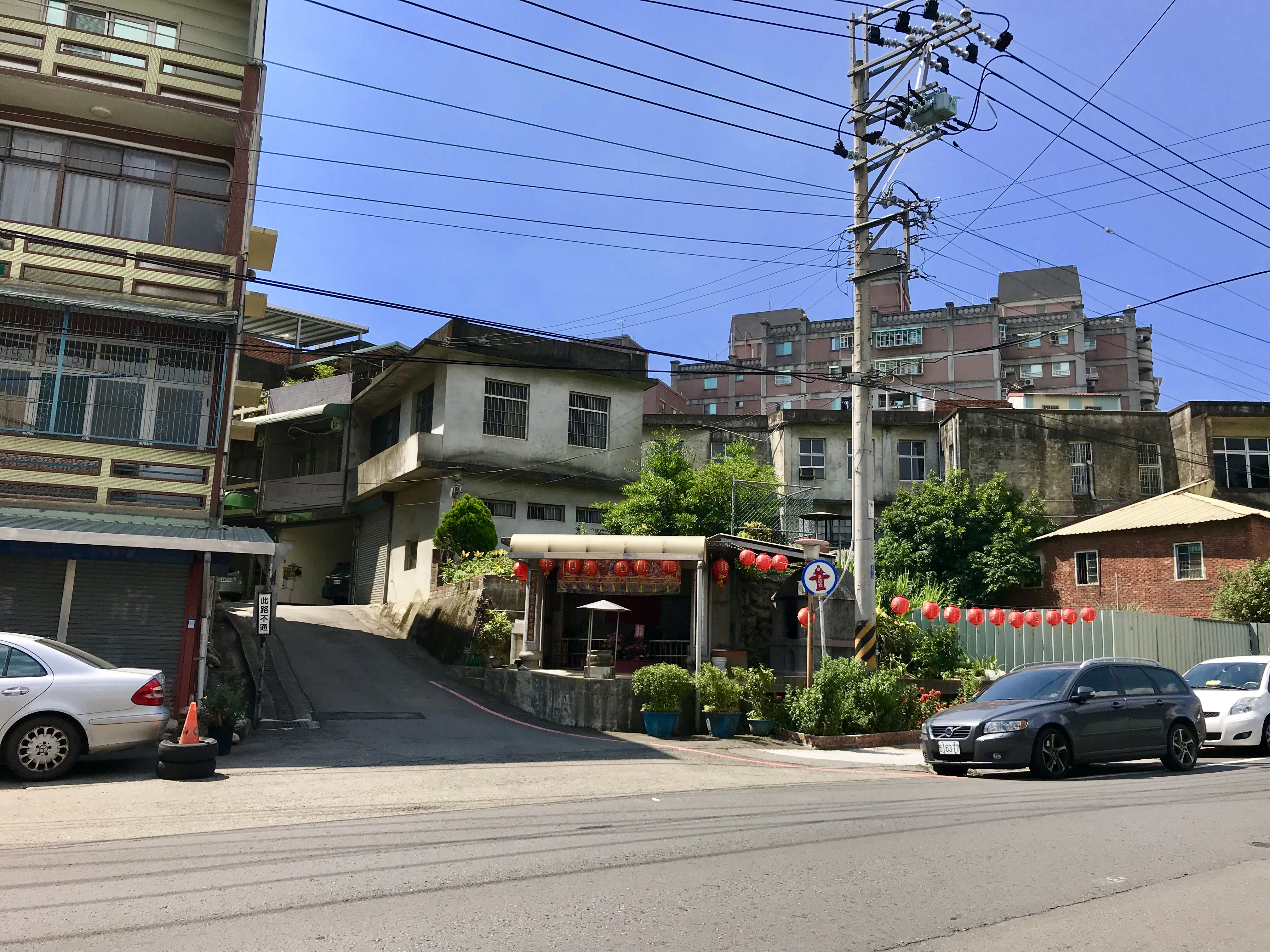
關西石爺亭

關西石爺亭在關西鎮南雄里舊台3線（市道118號）關西橋前方約百公尺處。地方將亭內供奉的石爺視為類似土地公，所以要有土地婆陪伴，因此亭內兩顆一大一小的石頭當成一公一母，分稱為「石爺」、「石婆」。該里4鄰地區的俗名就稱為「石爺」，新竹客運也以該名做為招呼站牌。
拜亭是1985年由信眾發動樂捐。附近居民認為立亭後，雖中豐路不寬、廟這裡又是下坡彎道，而石爺亭有如石敢當，讓道路未曾發生過重大車禍。亭旁長有棵老苦苓樹，是當地的賞鳥地點。

## 由來

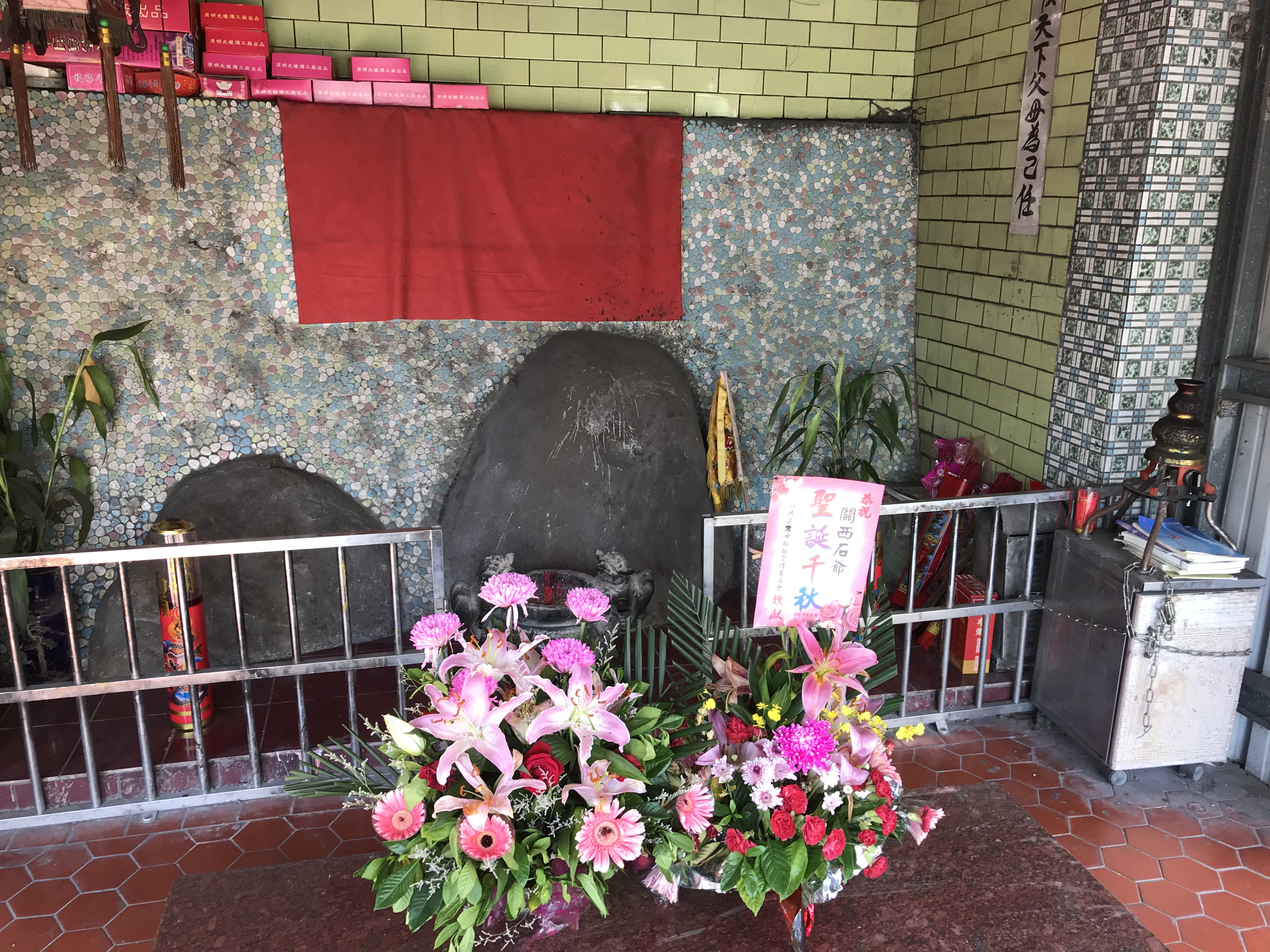
石爺石婆

對於這兩顆石頭由來，關西鎮長羅吉坤表示：昔日，工人在關西鎮南雄里沿牛欄河闢建中豐路時，在河旁挖到此兩顆石頭，十餘壯漢搖不動它。於是工頭設案祭拜，詢問它倆是否接受供奉，擲筊獲得聖杯後，石頭便可移到路旁讓人供奉。
南雄里里長劉興棠則敘述：大約是二十世紀初開始祭拜。過去南雄里舊台3線周邊為農地，有位謝姓佃農（其後仍世代居住在石爺亭旁）向地主承租農地開墾，想將二顆妨礙農地耕作的石頭移走，但不論喚來多少幫手，大夥都無法移動。地方口耳相傳二顆石頭是南雄的守護神，才會無法搬動。之後，謝家人上田工作時，會向石頭鞠躬打招呼，久之，初一、十五或是過年、過節、大豐收，就會向兩顆石頭祀拜，南雄地區居民後來也跟著祭拜。

## 祭祀
客家人有拜石的風俗，雙親會帶著嬰兒認石頭為義父，望孩子成長過程中能像石頭般壯碩。根據關西老一輩人士說法，漢族入山開墾，在當時醫療並不發達的環境下，傳聞有父母向這兩塊石頭膜拜祈福後，孩子的病症就不藥而癒，因而名聲傳開。
地方傳說拜此石爺為義父者，一年要進行四拜，即每年農曆的二月初二、四月初八、八月初四、以及冬至。其中，以農曆四月初八為生日，當地會擴大辦理祭祀活動。義子們會用紅線串起求得平安符，戴在胸前，祭拜時更換新符。當地一名嫁到關西的陳彭六妹常向兒孫講起石爺、石婆的故事，也畫下描述帶孫子向石爺求平安符的畫作，說希望子孫看到此圖就能想起她。